# Dailis Alfonsas Barakauskas
Dailis Alfonsas Barakauskas (ur. 29 czerwca 1952 w Geručiai w rejonie pokrojskim) – litewski polityk, inżynier, samorządowiec, minister transportu oraz spraw wewnętrznych, poseł na Sejm Republiki Litewskiej.

## Życiorys
Ukończył w 1975 studia w Kowieńskim Instytucie Politechnicznym, uzyskując tytuł zawodowy inżyniera ze specjalizacją w zakresie mechaniki. W 1989 został na Wileńskim Uniwersytecie Państwowym absolwentem międzynarodowych stosunków gospodarczych. W latach 90. odbywał staże naukowe m.in. na Uniwersytecie Harvarda, a także na uczelniach w Holandii, Niemczech i Danii.
W latach 1975–1992 pracował w różnych przedsiębiorstwach w Szawlach, początkowo jako majster, później zastępca naczelnego inżyniera. Następnie do 2000 był dyrektorem regionalnych organizacji przemysłowców, handlowców i rzemieślników.
W 1992 zaangażował się w działalność polityczną, wstępując do Litewskiego Związku Liberałów, był m.in. pierwszym zastępcą przewodniczącego tej formacji. W latach 1997–2000 zasiadał w radzie miejskiej w Szawlach, wchodził w skład władz samorządowych.
W wyborach parlamentarnych w 2000 uzyskał mandat poselski z ramienia LLS. W nowo powołanym rządzie od stycznia do lipca 2001 sprawował urząd ministra transportu. W 2002 odszedł z partii wraz z Rolandasem Paksasem, współtworząc Partię Liberalno-Demokratyczną (działającą później pod nazwą Porządek i Sprawiedliwość).
W 2004 nie odnowił mandatu deputowanego, został następnie dyrektorem Centrum Badań i Nauk Ekonomiczno-Społecznych. W 2006 wszedł do Sejmu po rezygnacji jednej z posłanek w połowie kadencji. W wyborach w 2008 na liście krajowej zajął pierwszą niemandatową pozycję, pozostał jednak w parlamencie w związku z decyzją mera Wilna, Juozasa Imbrasasa, który zrezygnował z zasiadania w parlamencie. W 2012 nie został ponownie wybrany do Sejmu.
13 grudnia 2012 rozpoczął urzędowanie na stanowisku ministra spraw wewnętrznych w rządzie Algirdasa Butkevičiusa. 30 października 2014 zrezygnował z urzędu z powodów zdrowotnych.